# Demian Maia
Demian Augusto Baptista Maia,
né le 6 novembre 1977 à São Paulo au Brésil, est un pratiquant brésilien de jiu-jitsu brésilien et d'arts martiaux mixtes (MMA). Il combat actuellement à l'Ultimate Fighting Championship dans la division des poids mi-moyens. Il est aussi ceinture noire au 4e degré de jiu-jitsu brésilien.

## Parcours en arts martiaux mixtes

### Passage en poids mi-moyen
Demian Maia devait affronter Josh Koscheck le 3 août 2013 lors de l'UFC 163 au Brésil.
Le combat est cependant annulé en raison d'une blessure de Kosheck survenue à l'entrainement,.
Le prochain adversaire de Maia se profile alors en la personne de Jake Shields, lui aussi combattant expérimenté en grappling.
La rencontre est confirmée en tant que combat principal de l'UFC Fight Night 29.
Sur une série de trois victoires consécutives depuis son arrivée dans la division des poids mi-moyens, une nouvelle victoire de Maia pourrait bien lui permettre d'obtenir un combat pour le titre.
Malheureusement, il perd ce combat serré par décision partagée dans un affrontement laissant la part belle au travail au sol.
Il affronte ensuite Rory MacDonald lors de l'UFC 170, le 22 février 2014.
Après avoir dominé le premier round grâce à un ground and pound efficace, MacDonald impose un combat debout et domine les échanges pieds-poings lors des deux reprises suivantes. Maia perd alors le combat par décision unanime.
L'affrontement est gratifié du bonus du combat de la soirée.
C'est ensuite face à l'Américain Mike Pierce que Maia devait continuer son parcours au cours de la soirée finale de la troisième édition la série The Ultimate Fighter: Brazil, le 31 mai 2014.
Mais une blessure à la main écarte Pierce
et le nouveau venu à l'UFC, Alexander Yakovlev, le remplace.
Après trois rounds où il parvient à contrôler son adversaire au sol, le Brésilien remporte la victoire par décision unanime.
Mike Pyle est choisi comme son prochain adversaire pour l'UFC Fight Night 49 du 23 août 2014.
Mais Maia se retire au début du mois d'août à cause d'une infection staphylocoque et Jordan Mein le remplace.
Le 27 août 2016, il bat Carlos Condit d'un étranglement arrière au premier round. En 2017, il bat sur décision partagée Jorge Masvidal lors l'événement UFC 211 et s'offre un titleshot pour la ceinture.
Le 29 juillet 2017, il affronte Tyron Woodley pour le titre UFC des poids mi-moyens lors de l'événement UFC  214 Cormier vs. Jones 2.

## Palmarès en arts martiaux mixtes
| 39 combats     | 28 victoires | 11 défaites |
| Par KO         | 3            | 2           |
| Par soumission | 14           | 0           |
| Sur décision   | 11           | 9           |

| Résultat | Record | Adversaire             | Méthode                                         | Événement                                                  | Date              | Round | Temps | Lieu                                    | Notes                                                     |
| -------- | ------ | ---------------------- | ----------------------------------------------- | ---------------------------------------------------------- | ----------------- | ----- | ----- | --------------------------------------- | --------------------------------------------------------- |
| Défaite  | 28-11  | Belal Muhammad         | Décision unanime                                | UFC 263                                                    | 13 juin 2021      | 3     | 5:00  | Arizona, Etats-Unis                     |                                                           |
| Défaite  | 28-10  | Gilbert Burns          | TKO (coup de poing)                             | UFC Fight Night 170: Brasilia                              | 2 mars 2020       | 1     | 2:31  | Brésil                                  |                                                           |
| Victoire | 28-9   | Ben Askren             | Soumission (étranglement arrière)               | UFC Fight Night: Maia vs. Askren                           | 26 octobre 2019   | 3     | 3:54  | Kallang, Singapour                      | Combat de la soirée.                                      |
| Victoire | 27-9   | Tony Martin            | Décision majoritaire                            | UFC on ESPN: Ngannou vs. dos Santos                        | 29 juin 2019      | 3     | 5:00  | Minneapolis, Minnesota, États-Unis      |                                                           |
| Victoire | 26-9   | Lyman Good             | Soumission (étranglement arrière)               | UFC Fight Night: Assunção vs. Moraes II                    | 19 mai 2018       | 1     | 2:38  | Fortaleza, Brésil                       |                                                           |
| Défaite  | 25-9   | Kamaru Usman           | Décision unanime                                | UFC Fight Night: Maia vs. Usman                            | 19 mai 2018       | 5     | 5:00  | Santiago, Chili                         |                                                           |
| Défaite  | 25-8   | Colby Covington        | Décision unanime                                | UFC Fight Night: Brunson vs. Machida                       | 28 octobre 2017   | 3     | 5:00  | São Paulo, Brésil                       |                                                           |
| Défaite  | 25-7   | Tyron Woodley          | Décision unanime                                | UFC 214: Cormier vs. Jones II                              | 29 juillet 2017   | 5     | 5:00  | Anaheim, Californie, États-Unis         | Pour le titre des poids mi-moyens de l'UFC.               |
| Victoire | 25-6   | Jorge Masvidal         | Décision partagée                               | UFC 211                                                    | 13 mai 2017       | 3     | 5:00  | Dallas, Texas, États-Unis               |                                                           |
| Victoire | 24-6   | Carlos Condit          | Soumission (étranglement arrière)               | UFC on Fox: Maia vs. Condit                                | 27 août 2016      | 1     | 1:52  | Vancouver, Colombie-Britannique, Canada | Performance de la soirée.                                 |
| Victoire | 23-6   | Matt Brown             | Soumission (étranglement arrière)               | UFC 198: Werdum vs. Miocic                                 | 14 mai 2016       | 3     | 4:31  | Curitiba, Brésil                        |                                                           |
| Victoire | 22-6   | Gunnar Nelson          | Décision unanime                                | UFC 194: Aldo vs. McGregor                                 | 12 décembre 2015  | 3     | 5:00  | Las Vegas, Nevada, États-Unis           |                                                           |
| Victoire | 21-6   | Neil Magny             | Soumission (étranglement arrière)               | UFC 190: Rousey vs. Correia                                | 1er août 2015     | 2     | 2:52  | Rio de Janeiro, Brésil                  | Performance de la soirée.                                 |
| Victoire | 20-6   | Ryan LaFlare           | Décision unanime                                | UFC Fight Night: Maia vs. LaFlare                          | 21 mars 2015      | 5     | 5:00  | Rio de Janeiro, Brésil                  |                                                           |
| Victoire | 19-6   | Alexander Yakovlev     | Décision unanime                                | The Ultimate Fighter Brazil 3 Finale: Miocic vs. Maldonado | 31 mai 2014       | 3     | 5:00  | São Paulo, Brésil                       |                                                           |
| Défaite  | 18-6   | Rory MacDonald         | Décision unanime                                | UFC 170: Rousey vs. McMann                                 | 22 février 2014   | 3     | 5:00  | Las Vegas, Nevada, États-Unis           | Combat de la soirée.                                      |
| Défaite  | 18-5   | Jake Shields           | Décision partagée                               | UFC Fight Night: Maia vs. Shields                          | 9 octobre 2013    | 5     | 5:00  | Barueri, Brésil                         |                                                           |
| Victoire | 18-4   | Jon Fitch              | Décision unanime                                | UFC 156: Aldo vs. Edgar                                    | 2 février 2013    | 3     | 5:00  | Las Vegas, Nevada, États-Unis           |                                                           |
| Victoire | 17-4   | Rick Story             | Soumission (clé de cou)                         | UFC 153: Silva vs. Bonnar                                  | 13 octobre 2012   | 1     | 2:30  | Rio de Janeiro, Brésil                  |                                                           |
| Victoire | 16-4   | Kim Dong-Hyun          | TKO (blessure aux côtes)                        | UFC 148: Silva vs. Sonnen II                               | 7 juillet 2012    | 1     | 0:47  | Las Vegas, Nevada, États-Unis           | Début en poids mi-moyen.                                  |
| Défaite  | 15-4   | Chris Weidman          | Décision unanime                                | UFC on Fox: Evans vs. Davis                                | 28 janvier 2012   | 3     | 5:00  | Chicago, Illinois, États-Unis           |                                                           |
| Victoire | 15-3   | Jorge Santiago         | Décision unanime                                | UFC 136: Edgar vs. Maynard III                             | 8 octobre 2011    | 3     | 5:00  | Houston, Texas, États-Unis              |                                                           |
| Défaite  | 14-3   | Mark Muñoz             | Décision unanime                                | UFC 131: Dos Santos vs. Carwin                             | 11 juin 2011      | 3     | 5:00  | Vancouver, Colombie-Britannique, Canada |                                                           |
| Victoire | 14-2   | Kendall Grove          | Décision unanime                                | The Ultimate Fighter: Team GSP vs. Team Koscheck Finale    | 4 décembre 2010   | 3     | 5:00  | Las Vegas, Nevada, États-Unis           |                                                           |
| Victoire | 13-2   | Mario Miranda          | Décision unanime                                | UFC 118: Edgar vs. Penn 2                                  | 28 août 2010      | 3     | 5:00  | Boston, Massachusetts, États-Unis       |                                                           |
| Défaite  | 12-2   | Anderson Silva         | Décision unanime                                | UFC 112: Invincible                                        | 10 avril 2010     | 5     | 5:00  | Abou Dabi, Émirats Arabes Unis          | Pour le titre des poids moyens de l'UFC.                  |
| Victoire | 12-1   | Dan Miller             | Décision unanime                                | UFC 109: Relentless                                        | 6 février 2010    | 3     | 5:00  | Las Vegas, Nevada, États-Unis           |                                                           |
| Défaite  | 11-1   | Nate Marquardt         | KO (coup de poing)                              | UFC 102: Couture vs. Nogueira                              | 29 août 2009      | 1     | 0:21  | Portland, Oregon, États-Unis            |                                                           |
| Victoire | 11-0   | Chael Sonnen           | Soumission (étranglement en triangle)           | UFC 95: Sanchez vs. Stevenson                              | 21 février 2009   | 1     | 2:37  | Londres, Angleterre                     | Soumission de la soirée                                   |
| Victoire | 10-0   | Nate Quarry            | Soumission (étranglement arrière)               | UFC 91: Couture vs. Lesnar                                 | 15 novembre 2008  | 1     | 2:13  | Las Vegas, Nevada, États-Unis           |                                                           |
| Victoire | 9-0    | Jason MacDonald        | Soumission (étranglement arrière)               | UFC 87: Seek and Destroy                                   | 9 août 2008       | 3     | 2:44  | Minneapolis, Minnesota, États-Unis      | Soumission de la soirée                                   |
| Victoire | 8-0    | Ed Herman              | Soumission Technique (étranglement en triangle) | UFC 83: Serra vs. St-Pierre 2                              | 19 avril 2008     | 2     | 2:27  | Montréal, Québec, Canada                | Soumission de la soirée                                   |
| Victoire | 7-0    | Ryan Jensen            | Soumission (étranglement arrière)               | UFC 77: Hostile Territory                                  | 20 octobre 2007   | 1     | 2:40  | Cincinnati, Ohio, États-Unis            | Soumission de la soirée                                   |
| Victoire | 6-0    | Ryan Stout             | TKO (blessure à l'épaule)                       | GFC: Evolution                                             | 19 mai 2007       | 1     | 1:54  | Columbus, Ohio, États-Unis              |                                                           |
| Victoire | 5-0    | Fabio Nascimento       | Soumission (étranglement en guillotine)         | Super Challenge 1                                          | 7 octobre 2006    | 1     | 0:35  | Rio de Janeiro, Brésil                  | Remporte le tournoi du Super Challenge en moins de 83 kg. |
| Victoire | 4-0    | Gustavo Machado        | Décision unanime                                | Super Challenge 1                                          | 7 octobre 2006    | 2     | 5:00  | Rio de Janeiro, Brésil                  |                                                           |
| Victoire | 3-0    | Vitelmo Kubis Bandeira | Soumission (étranglement arrière)               | Super Challenge 1                                          | 7 octobre 2006    | 1     | 3:30  | Rio de Janeiro, Brésil                  |                                                           |
| Victoire | 2-0    | Łukasz Chlewicki       | Soumission (clé de bras)                        | The Cage Vol. 4: Redemption                                | 3 décembre 2005   | 1     | 4:22  | Helsinki, Finlande                      |                                                           |
| Victoire | 1-0    | Raul Sosa              | TKO (coups de poing)                            | Tormenta en el Ring                                        | 21 septembre 2001 | 1     | 0:48  | Caracas, Vénézuela                      |                                                           |